# 24式機動120mm迫撃砲
24式機動120mm迫撃砲（にいよんしききどう120ミリはくげきほう）は、日本の陸上自衛隊が調達中の装輪式自走迫撃砲である。16式機動戦闘車の車体をベースとしており、同じく調達中の24式装輪装甲戦闘車、共通戦術装輪車 (偵察戦闘型)と同じく共通戦術装輪車の1つである。開発は三菱重工業が請け負った。

## 概要
2024年（令和6年）度から調達が開始され、2024年（令和6年）度予算、2025年（令和7年）度概算要求でそれぞれ8両ずつ、80億円の計上、83億円が要求されている。装軌式の96式自走120mm迫撃砲が24両の少数調達に留まったのとは対照的に、最終的には102両が調達される予定である。今後は全国の即応機動連隊の火力支援中隊に優先的に配備されるものとみられる。
搭載される2R2M迫撃砲はフランス製で、半自動装填装置を持ち、陸上自衛隊が運用中の120mm迫撃砲 RTの派生型である。

## 調達
| 予算計上年度        | 調達数 | 予算額  |
| ------------------- | ------ | ------- |
| 2024年（令和6年）度 | 8両    | 80億円  |
| 2025年（令和7年）度 | 8両    | 85億円  |
| 合計                | 16両   | 165億円 |

## 配備
2023年（令和5年）時点で配備部隊は明らかになっていないが、機動戦闘車との連携を明記していることから即応機動連隊への配備が見込まれている。